# Lepanthes nana
Lepanthes nana är en orkidéart som beskrevs av Carlyle August Luer och H.P.Jesup. Lepanthes nana ingår i släktet Lepanthes och familjen orkidéer.
Artens utbredningsområde är Kuba. Inga underarter finns listade i Catalogue of Life.